# بادران (گلایدر)
بادران یا بادسوار (به انگلیسی: Windrider)، یک هواپیمای اسباب‌بازی تجاری است که برای پرواز با شیب قابل کنترل طراحی شده‌است. این طرح نخستین بار توسط تایلر مک کریدی، پسر پل مک کریدی اختراع، تولید و فروخته شد. همان طرح به عنوان Air Surfer از WowWee برای مدت کوتاهی پیش از تولید توسط سازنده کنونی، Windrider Ltd. از هنگ کنگ پدیدار شد. بادرانی یک نوع طراحی بال‌دیس از هواپیماهای ثابت‌بال است.